# Kościół św. Jakuba w Kotuszowie
Kościół św. Jakuba Starszego w Kotuszowie – barokowa świątynia rzymskokatolicka ufundowana przez Krzysztofa Lanckorońskiego i wybudowana w 1661 r., w miejsce drewnianej budowli, która spłonęła w pożarze. Kościół został wzniesiony na planie krzyża. Nawa główna kościoła jest prostokątna i stosunkowa krótka. Zamknięte półkolistą apsydą prezbiterium jest węższe od nawy. Od północy przylega do niego piętrowa zakrystia. W czasie działań wojennych, w latach 1944–1945, kościół został poważnie uszkodzony. Mury budowli zostały naruszone, a wnętrze uległo spaleniu. Odbudowę świątyni rozpoczął w 1945 r. ks. Antoni Sobczyk. W krótkim czasie kościół odbudowano i wyposażono. W 1947 r. nawę nakryto drewnianym sklepieniem. W kruchcie i kaplicach bocznych zachowało się oryginalne sklepienie krzyżowe.

## Relikwie
25 lipca 2021 r., w dniu odpustu, nastąpiło uroczyste wprowadzenie do kościoła relikwii patrona parafii. Mszę św., w której uczestniczyli wierni oraz władze samorządowe, koncelebrowali kapłani z dekanatu pod przewodnictwem bpa sandomierskiego Krzysztofa Nitkiewicza.

## Małopolska Droga św. Jakuba
Kościół znajduje się na odnowionej trasie Małopolskiej Drogi św. Jakuba z Sandomierza do Tyńca, która to jest odzwierciedleniem dawnej średniowiecznej drogi do Santiago de Compostela i związana jest z pielgrzymowaniem do grobu św. Jakuba.